# Valente c. La Reine
Valente c. La Reine est un arrêt de principe de la Cour suprême du Canada sur la protection de l'indépendance judiciaire en vertu de l'alinéa 11d) de la Charte canadienne des droits et libertés.

## Les faits
Un juge de la Cour provinciale de l'Ontario a statué qu'il ne pouvait pas trancher un appel sur la peine pour une condamnation pour conduite imprudente en vertu du Code de la route de l'Ontario parce qu'il n'était pas en mesure de juger s'il était indépendant et qu'une personne accusée d'une infraction a un droit à un tribunal indépendant en vertu de l'alinéa 11d) de la Charte. (Après révision, les cours d'appel ont choisi d'interpréter la décision du juge comme ayant conclu qu'il ne siégeait pas à titre de juge indépendant au sens de l'alinéa 11d) de la Charte). 
L'alinéa 11d) était entré en vigueur en 1982; jusque-là, seuls les juges de niveau supérieur étaient indépendants en vertu de la Constitution. La préoccupation était que le pouvoir judiciaire était vulnérable à l'influence de l'exécutif du gouvernement. Parmi les préoccupations spécifiques énumérées figuraient le fait que l'exécutif fixe les salaires, la manière dont l'exécutif peut nommer et reconduire les juges, et le fait que les juges sont appelés de simples « fonctionnaires » et reçoivent les mêmes congés de maladie et régimes d'assurance , et le fait que le législateur n'a pas besoin d'approuver la révocation d'un juge. (En vertu de la Loi constitutionnelle de 1867, la révocation des juges de niveau supérieur doit être approuvée par le Parlement du Canada.)
La Cour d'appel de l'Ontario a jugé que la cour provinciale était un tribunal indépendant et qu'elle avait donc compétence.
La question dont était saisie la Cour suprême était de savoir si un juge d'une cour provinciale est suffisamment indépendant compte tenu de ses salaires et de son mandat.

## Jugement de la Cour suprême
La Cour a conclu que les juges des cours provinciales jouissaient d'une indépendance suffisante. La Cour a déclaré qu'un juge doit être impartial et indépendant. L'impartialité est « un état d'esprit » tandis que l'indépendance est la qualité de la relation que le juge entretient avec l'exécutif. La Cour a poursuivi en disant que même si un tribunal agit comme s'il était indépendant, si son « statut objectif » ne correspond pas à celui d'un tribunal indépendant, l'article 11 (d) est déclenché. Ainsi, l'article 11 (d) peut être examiné à travers un test dans lequel on demande s'il semble raisonnable de croire qu'un tribunal est indépendant. Cela garantit donc que le tribunal a « le respect et l'acceptation ».
La Cour a énoncé trois conditions d'indépendance judiciaire au sens de l'alinéa 11d) de la Charte. Il doit y avoir 1) l'inamovibilité, 2) la sécurité financière et 3) l'indépendance institutionnelle dans les questions administratives relatives au fonctionnement du juge.
Au vu des faits, la Cour a conclu que les trois conditions étaient remplies. La Cour a noté qu'il n'était pas possible d'établir des normes difficiles pour l'indépendance judiciaire parce que l'alinéa 11 d) s'appliquait à un trop grand nombre de types de tribunaux différents. Ainsi, le degré d'indépendance des juges de niveau hiérarchique supérieur en vertu de la Loi constitutionnelle de 1867 ne pouvait être déterminé en vertu de l'alinéa 11 d). La Cour a conclu que même si l'inamovibilité des cours provinciales n'était pas parfaite, le fait qu'il doit y avoir un motif pour la révocation d'un juge et qu'il y ait un examen effectué non par l'exécutif était suffisant.
Quant aux salaires, l'Ontario à l'époque prenait les recommandations d'une commission salariale. C'était suffisant pour suggérer que l'on réfléchit sérieusement à la fixation des salaires, bien que la Cour suprême ait ajouté que de tels comités pourraient ne pas être nécessaires dans tous les cas. Le fait qu'il existe une loi garantissant que les juges doivent être rémunérés est également considéré comme important. Concernant les comparaisons entre les juges et les fonctionnaires, la Cour suprême a déclaré que cela ne visait pas à suggérer que le gouvernement a autant de contrôle sur les juges que sur les fonctionnaires, ou à dévaloriser le rôle des juges. Il suffisait que les salaires soient assurés.
Enfin, la Cour s'est tournée vers l'indépendance administrative. La Cour suprême a noté que les cours provinciales décidaient déjà indépendamment quels juges devaient entendre quelles affaires. Ceux qui ont remis en question l'indépendance des tribunaux provinciaux ont suggéré que les tribunaux devraient également mieux contrôler leurs budgets, leurs salaires et la façon dont les juges sont promus. La Cour suprême a répondu qu'une plus grande indépendance pouvait être « hautement souhaitable », mais qu'elle n'était pas « essentielle aux fins de l'article 11 (d) ». 